# Préssec
|  | Aquest article tracta sobre préssec. Vegeu-ne altres significats a «préssec (color)». |

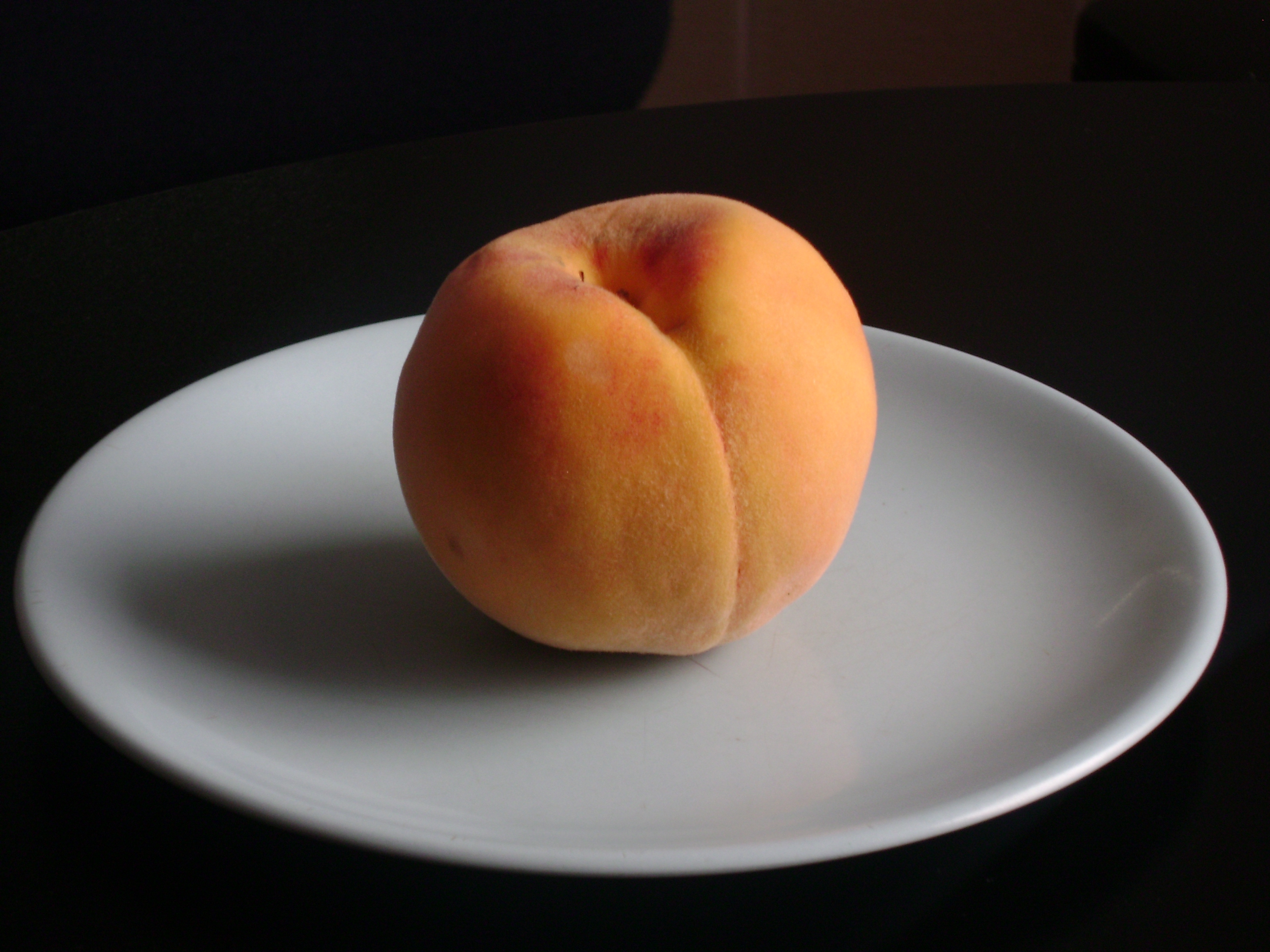
Préssec

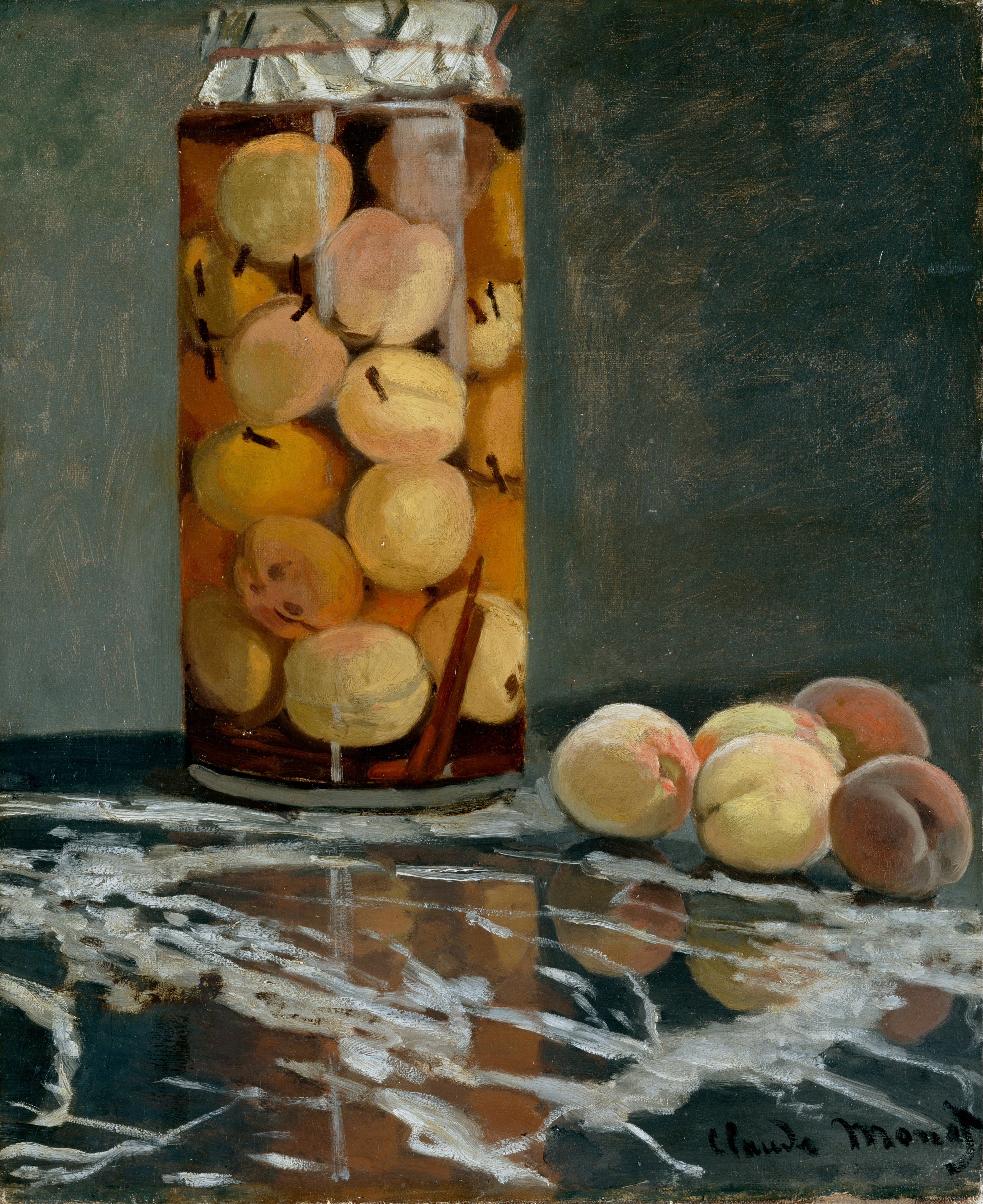
Pot de préssecs, de Claude Monet (1866).

El préssec, bresquilla o melicotó és el fruit del presseguer, bresquiller o melicotoner (Prunus persica). De pell vellutada, el préssec és una fruita amb pinyol (drupa), tal com les cireres, els albercocs i les prunes, encara que el del préssec és molt més rugós. Aquesta espècie es divideix en varietats la carn dels quals se separa fàcilment del pinyol, i en d'altres en les quals s'hi adhereix fermament. Les varietats de carn blanca són generalment molt dolces, amb escàs gust àcid i són les més populars en països com la Xina, el Japó i els seus veïns asiàtics; mentre que els de carn groga, són els predilectes dels països europeus i nord-americans, posseeixen un fons àcid, que es paladeja conjuntament amb la dolçor. La pell d'ambdues varietats té tonalitats vermelloses.

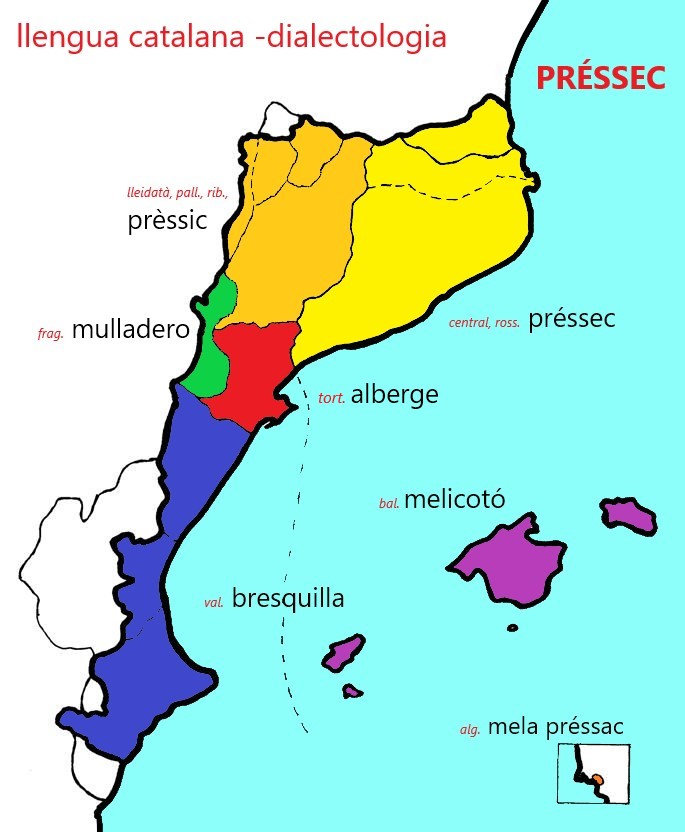
Veus dialectals del préssec. Blog Quina la fem?

## Préssecs de vinya
Tenen la carn de color groc i ferma. Són els que hom usa, per exemple, per a fer conserves. Es cultiven, entre altres llocs, a Lleida i a l'Aragó (préssec de Calanda).

## Préssecs d'aigua
La seva carn pot ser groga o blanca, però a Catalunya en trobem només de carn blanca, que són més apreciats que els grocs. Són més tous i sucosos que els de vinya.

## Nectarines
La nectarina és una variant del préssec que no té la pell peluda, però que tanmateix pertany a la mateixa espècie. Sovint aquesta variant neix del mateix presseguer com un brot mutat que se sol empeltar per crear una nova espècie per cultivar. És habitual que els presseguers produeixin de tant en tant alguna nectarina i viceversa. Així com els préssecs, les nectarines poden tenir la carn blanca o groga i adherida al pinyol o solta.
La primera referència registrada de les nectarines es remunta al 1616 a Anglaterra encara que molt probablement ja havien estat cultivades molt anteriorment a l'Àsia central.

## Préssecs plans
La fogasseta, el paraguaià o préssec pla és una variant de préssec aplanada. La seva carn és blanca, mai groga.

## Valor nutricional
| Préssec cru (valor nutritiu per 100g) |                               |                               |                          |
| aigua: 88,87 g                        | cendres totals: 0,43 g        | fibres: 1,5 g                 | valor energètic: 39 kcal |
| glúcids: 9,54 g                       | sucres simples: 8,39 g        | proteïnes: 0,91 g             | lípids: 0,25 g           |
| oligoelements                         |                               |                               |                          |
| potassi: 190 mg                       | fòsfor: 20 mg                 | magnesi: 9 mg                 | calci: 6 mg              |
| ferro: 250 µg                         | coure: 68 µg                  | zinc: 17 µg                   | sodi: 0 µg               |
| vitamines                             |                               |                               |                          |
| vitamina C: 6 600 µg                  | vitamina B1: 24 µg            | vitamina B2: 31 µg            | vitamina B3: 806 µg      |
| vitamina B5: 153 µg                   | vitamina B6: 25 µg            | vitamina B9: 0 µg             | vitamina B₁₂: 0 µg       |
| vitamina A: 326 UI                    | retinol: 0 µg                 | vitamina E: 0,73 µg           | vitamina K: 2,6 µg       |
| àcids grassos                         |                               |                               |                          |
| greixos saturats: 19 mg               | greixos monoinsaturats: 67 mg | greixos poliinsaturats: 86 mg | colesterol: 0 mg         |

## Gastronomia
Els préssecs es poden menjar crus o cuits, per exemple en pastissos. Es poden conservar confitats en xarop. S'utilitzen sovint per a preparacions com sorbets, gelats, melmelades, etc.

## Préssecs en el folklore asiàtic
Els botànics creuen que els préssecs provenen de Pèrsia, la Xina i Àsia, on foren coneguts no només com una fruita habitual, sinó també per les moltes llegendes i tradicions populars associades a ells. La paraula persica en llatí significa persa.
Momotarō, un dels més nobles i semihistòrics herois del Japó, nasqué de l'interior d'un préssec que anava surant corrent avall en un riu. Momotarô o el nen préssec lluità amb el diable Oni i s'enfrontà a moltes aventures.

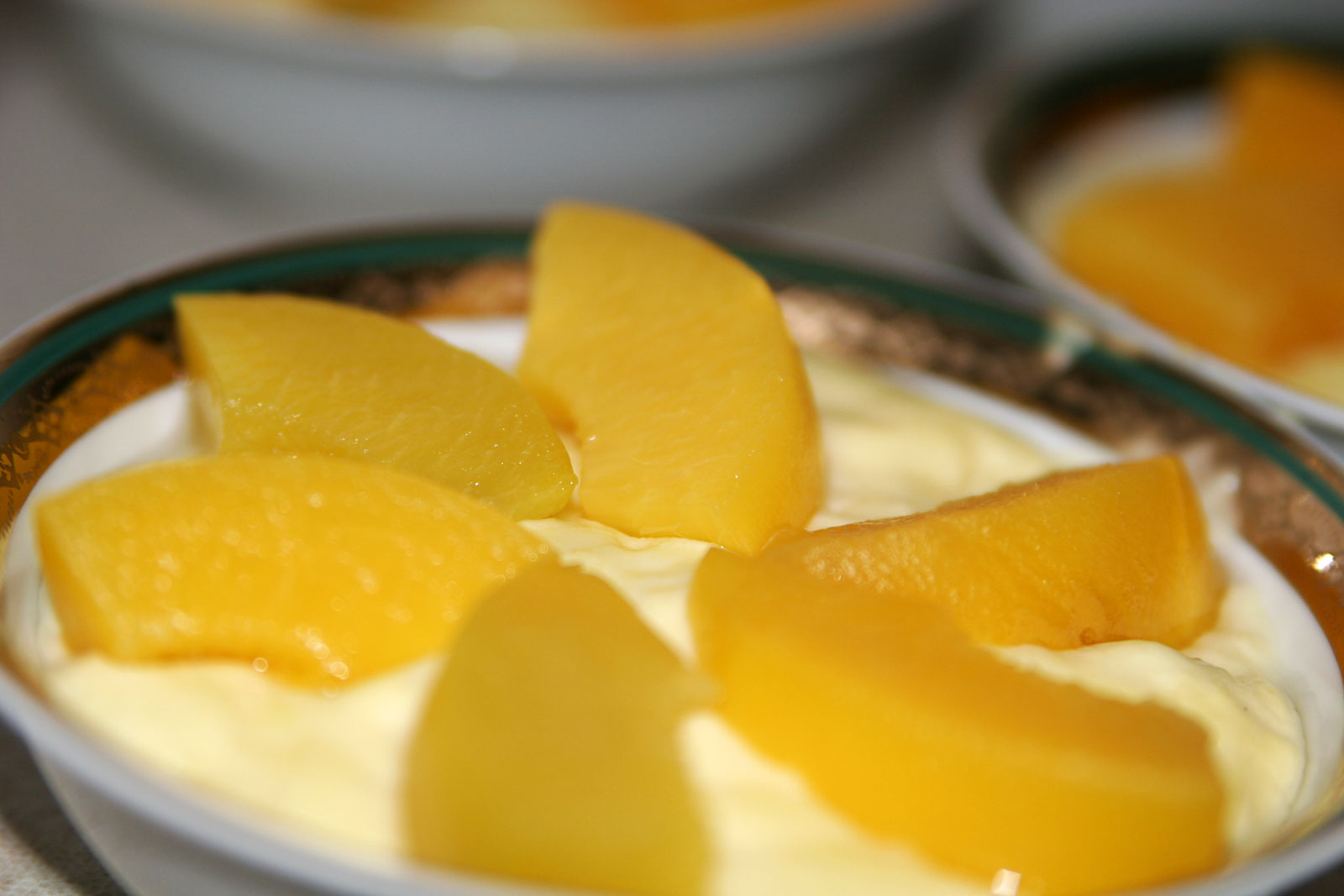
Postres de préssecs

A la Xina, es deia que el préssec era consumit pels immortals per les seves virtuts místiques de conferir longevitat a tot aquell que el mengés. Yu Huang o l'Emperador de Jade tenia una esposa anomenada Xi Wangmu, coneguda també com la Reina Mare de l'oest, que assegurava la vida eterna dels immortals alimentant-los amb els préssecs de la immortalitat. Diu la llegenda que els immortals que residien al palau de Xi Wangmu celebraven un banquet excèntric anomenat Pantao Hui o "El festival dels préssecs". Aquesta celebració grandiosa es repetia cada sis mil anys, ja que el presseguer feia fulles un cop cada tres mil anys, i la collita trigava uns altres tres mil anys a madurar. Les estàtues d'ivori que representen els servents de Xi Wangmu sostenen sovint tres préssecs.
El préssec té un paper important a la tradició xinesa i és el símbol de la llarga vida. Un exemple d'això és la història de la recol·lecció del préssec de Zhang Daoling, fundador del daoisme. Zhang Guo el Major, un dels vuit immortals xinesos és representat sovint amb un Préssec de la Immortalitat.
A causa del seu deliciós sabor i la seva textura, la paraula préssec fou emprada en l'antiga Xina per referir-se a una jove promesa i ha romàs en moltes cultures com una forma de definir a les joves boniques.